# Liste der Monuments historiques in Vandelainville
Die Liste der Monuments historiques in Vandelainville führt die Monuments historiques in der französischen Gemeinde Vandelainville auf.

## Liste der Immobilien
| Bezeichnung      | Beschreibung                        | Standort                   | Kennzeichnung | Schutzstatus | Datum | Bild           |
| ---------------- | ----------------------------------- | -------------------------- | ------------- | ------------ | ----- | -------------- |
| Kirche St-Pierre | Kirchturm, 12. oder 13. Jahrhundert | Impasse de l’Église (Lage) | PA00106424    | Inscrit      | 1981  | weitere Bilder |

## Liste der Objekte
| Bezeichnung                           | Beschreibung                                     | Standort                       | Kennzeichnung | Schutzstatus | Datum | Bild |
| ------------------------------------- | ------------------------------------------------ | ------------------------------ | ------------- | ------------ | ----- | ---- |
| Skulpturengruppe Unterweisung Mariens | Stein, 14. Jahrhundert                           | in der Kirche St-Pierre (Lage) | PM54000934    | Classé       | 1961  |      |
| Adlerpult                             | Holz, farbig gefasst, Mitte des 18. Jahrhunderts | in der Kirche St-Pierre (Lage) | PM54000935    | Classé       | 1961  |      |